# Campionato mondiale di Formula E 2021-2022
Il Campionato mondiale di Formula E 2021-2022 (per ragioni commerciali denominato ABB FIA Formula E World Championship 2021-2022) è stata l'ottava edizione del campionato di Formula E, seconda come campionato mondiale FIA, è una competizione automobilistica destinata a vetture monoposto con motore elettrico.

## Regolamento e aspetti tecnici

### Gen2EVO
La stagione avrebbe dovuto essere caratterizzata dall'esordio della nuova vettura: la Gen2EVO, tuttavia a causa delle tempistiche rallentate dalla pandemia di COVID-19 durante le due stagioni precedenti, l'esordio è stato annullato.

### Qualifiche
Da questa edizione viene modificata la struttura delle qualifiche. I 22 piloti verranno divisi in due gruppi da 11; ciascun pilota ha 10 minuti per stabilire un giro veloce a 220 kW di potenza. Dopo questa fase, i quattro piloti più veloci di ogni gruppo, vengono abbinati per formare delle coppie per i quarti di finale, che si svolgono in forma di gara su un solo giro a 250 kW di potenza. Le qualifiche procederanno poi in due semifinali e una finale.

### Gara
Le gare hanno sempre una durata base di 45 minuti ma verranno prolungate fino ad un massimo di 10 minuti, in caso di safety car. Viene inoltre incrementata la potenza disponibile da 200 kW (272 CV) a 220 kW (299 CV), con attack mode di 250 kW (340 CV). Quest'ultimo è al suo ultimo anno di validità.

## Scuderie e piloti
| Scuderia                         | Costruttore          | Vettura                     | Gomme | N. | Piloti                 | Gare  | Collaudatore/Terzo pilota              |
| -------------------------------- | -------------------- | --------------------------- | ----- | -- | ---------------------- | ----- | -------------------------------------- |
| Avalanche Andretti Formula E     | Spark-BMW            | BMW iFE.21                  | M     | 27 | Jake Dennis            | Tutti | David Beckmann                         |
| Avalanche Andretti Formula E     | Spark-BMW            | BMW iFE.21                  | M     | 28 | Oliver Askew           | Tutti | David Beckmann                         |
| Dragon / Penske Autosport        | Spark-Penske         | Penske EV-5                 | M     | 7  | Sérgio Sette Câmara    | Tutti |                                        |
| Dragon / Penske Autosport        | Spark-Penske         | Penske EV-5                 | M     | 99 | Antonio Giovinazzi     | 1-15  |                                        |
| Dragon / Penske Autosport        | Spark-Penske         | Penske EV-5                 | M     | 99 | Sacha Fenestraz        | 16    |                                        |
| DS Techeetah                     | Spark-DS Automobiles | DS E-Tense FE21             | M     | 13 | António Félix da Costa | Tutti | James Rossiter                         |
| DS Techeetah                     | Spark-DS Automobiles | DS E-Tense FE21             | M     | 25 | Jean-Éric Vergne       | Tutti | James Rossiter                         |
| Envision Racing                  | Spark-Audi           | Audi e-tron FE07            | M     | 4  | Robin Frijns           | Tutti | Alice Powell                           |
| Envision Racing                  | Spark-Audi           | Audi e-tron FE07            | M     | 37 | Nick Cassidy           | Tutti | Alice Powell                           |
| Jaguar TCS Racing                | Spark-Jaguar         | Jaguar I-Type 5             | M     | 9  | Mitch Evans            | Tutti | Norman Nato Tom Dillmann               |
| Jaguar TCS Racing                | Spark-Jaguar         | Jaguar I-Type 5             | M     | 10 | Sam Bird               | 1-14  | Norman Nato Tom Dillmann               |
| Jaguar TCS Racing                | Spark-Jaguar         | Jaguar I-Type 5             | M     | 10 | Norman Nato            | 15-16 | Norman Nato Tom Dillmann               |
| Mahindra Racing                  | Spark-Mahindra       | Mahindra M7ELECTRO          | M     | 30 | Oliver Rowland         | Tutti | Jordan King Rudy van Buren             |
| Mahindra Racing                  | Spark-Mahindra       | Mahindra M7ELECTRO          | M     | 29 | Alexander Sims         | Tutti | Jordan King Rudy van Buren             |
| Mercedes EQ Formula E Team       | Spark-Mercedes       | Mercedes-EQ Silver Arrow 02 | M     | 5  | Stoffel Vandoorne      | Tutti | Jake Hughes                            |
| Mercedes EQ Formula E Team       | Spark-Mercedes       | Mercedes-EQ Silver Arrow 02 | M     | 17 | Nyck de Vries          | Tutti | Jake Hughes                            |
| NIO 333 Formula E Team           | Spark-NIO            | NIO 333 001                 | M     | 3  | Oliver Turvey          | Tutti | Adam Carroll                           |
| NIO 333 Formula E Team           | Spark-NIO            | NIO 333 001                 | M     | 33 | Dan Ticktum            | Tutti | Adam Carroll                           |
| Nissan e.dams                    | Spark-Nissan         | Nissan IM03                 | M     | 23 | Sébastien Buemi        | Tutti | Mitsunori Takaboshi Jann Mardenborough |
| Nissan e.dams                    | Spark-Nissan         | Nissan IM03                 | M     | 22 | Maximilian Günther     | Tutti | Mitsunori Takaboshi Jann Mardenborough |
| ROKiT Venturi Racing             | Spark-Mercedes       | Mercedes-EQ Silver Arrow 02 | M     | 11 | Lucas Di Grassi        | Tutti | Jake Hughes                            |
| ROKiT Venturi Racing             | Spark-Mercedes       | Mercedes-EQ Silver Arrow 02 | M     | 48 | Edoardo Mortara        | Tutti | Jake Hughes                            |
| TAG Heuer Porsche Formula E Team | Spark-Porsche        | Porsche 99X Electric        | M     | 94 | Pascal Wehrlein        | Tutti | Neel Jani Simona de Silvestro          |
| TAG Heuer Porsche Formula E Team | Spark-Porsche        | Porsche 99X Electric        | M     | 36 | André Lotterer         | Tutti | Neel Jani Simona de Silvestro          |

### Scuderie
- BMW e Audi lasciano la Formula E al termine della stagione 2020-2021[38][39]. Tuttavia la BMW resta come fornitrice di propulsori per il team Andretti Autosport e Audi come fornitrice del team Envision Racing[7].

- È l'ultima stagione a cui prende parte Mercedes EQ Formula E Team[40].
- Il 1º novembre 2021 Envision Racing annuncia la fine della partnership con Virgin, svelando la nuova livrea.[16]

### Piloti
- Oliver Rowland lascia la Nissan e.dams per passare al team indiano Mahindra Racing[26].
- Nei primi giorni di agosto vengono confermati Robin Frijns alla Envision Racing[17], Mitch Evans e Sam Bird alla Jaguar Racing[20][22].
- L'11 agosto Pascal Wehrlein e André Lotterer vengono confermati alla Porsche[36].
- Il 13 agosto Jake Dennis viene confermato alla Andretti Autosport[8].
- Il 2 settembre Maximilian Günther lascia la BMW i Andretti Motorsport e passa alla Nissan e.dams, viene confermato Sébastien Buemi[32][34].
- Il 7 settembre viene riconfermato Alexander Sims dal team Mahindra Racing[28], il 14 dello stesso mese, NIO conferma Oliver Turvey per il 2022[30].
- Lucas Di Grassi viene ingaggiato dal team Venturi, al fianco di Edoardo Mortara[35].
- Nei primi giorni di novembre vengono confermati Nick Cassidy dal Envision Racin[19], António Félix da Costa[14] e Jean-Éric Vergne[15] dalla DS Techeetah.
- Il 16 novembre, Dragon / Penske Autosport conferma Sérgio Sette Câmara[11] e ufficializza ingaggio del ex pilota di Formula 1, Antonio Giovinazzi[12].
- Il 24 novembre il team Andretti Autosport sceglie Oliver Askew ex pilota di IndyCar come suo secondo pilota[10].
- Il 25 novembre il team NIO completa la propria line up con il pilota di Formula 2 Dan Ticktum[31].
- A fine novembre si completa lo schieramento per la stagione, con la conferma dei piloti della Mercedes EQ Formula E Team, Stoffel Vandoorne e il campione in carica Nyck de Vries[29].
- Nelle ultime due gare della stagione a Seoul Norman Nato sostituisce Sam Bird alla Jaguar per via di un infortunio alla mano patito dal pilota inglese durante il precedente London E-Prix.
- Nell'ultima gara stagionale, la seconda del Seoul E-Prix, Sacha Fenestraz sostituisce Antonio Giovinazzi alla Dragon-Penske per via di un infortunio patito nella gara precedente.

## Calendario
L'8 luglio 2021 il Consiglio Mondiale della FIA svoltosi a Monaco ufficializza il calendario del campionato, composto da 15 gare, con E-Prix in Cina ancora da confermare. Due gli E-Prix al debutto, E-Prix di Vancouver in Canada e E-Prix di Seoul in Corea del Sud il quale chiuderà la stagione. Il 15 ottobre viene aggiornato il calendario, viene aggiunto E-Prix di Giacarta in Indonesia ma viene cancellato E-Prix di Città del Capo. Il 15 dicembre cambia ancora il calendario, vengono aggiunte le doppie gare a Roma e Berlino e viene cancellata la tappa in Cina. Il 25 aprile viene cancellato l'E-Prix di Vancouver per la mancanza di autorizzazioni da parte degli enti locali. L'undici maggio viene scelto E-Prix di Marrakech come evento sostitutivo, tornando così a 16 le gare della stagione.
| Gara | E-Prix                      | Nazione        | Tracciato                                    | Layout          | Data             | Ora    | Ora   | Ora    | Diretta TV                |
| Gara | E-Prix                      | Nazione        | Tracciato                                    | Layout          | Data             | Locale | UTC   | Italia | Diretta TV                |
| ---- | --------------------------- | -------------- | -------------------------------------------- | --------------- | ---------------- | ------ | ----- | ------ | ------------------------- |
| 1    | E-Prix di Dirʿiyya          | Arabia Saudita | Circuito cittadino di Dirʿiyya               |                 | 28 gennaio 2022  | 20:00  | 17:00 | 18:00  | 20 Sky Sport Action       |
| 2    | E-Prix di Dirʿiyya          | Arabia Saudita | Circuito cittadino di Dirʿiyya               | 29 gennaio 2022 | 20:00            | 17:00  | 18:00 |        | 20 Sky Sport Action       |
| 3    | E-Prix di Città del Messico | Messico        | Autodromo Hermanos Rodríguez                 |                 | 12 febbraio 2022 | 16:00  | 22:00 | 23:00  | 20 Sky Sport Action       |
| 4    | E-Prix di Roma              | Italia         | Circuito cittadino dell'EUR                  |                 | 9 aprile 2022    | 15:00  | 13:00 | 15:00  | Italia 1 Sky Sport Action |
| 5    | E-Prix di Roma              | Italia         | Circuito cittadino dell'EUR                  | 10 aprile 2022  | 15:00            | 13:00  | 15:00 |        | Italia 1 Sky Sport Action |
| 6    | E-Prix di Monaco            | Monaco         | Circuito di Monte Carlo                      |                 | 30 aprile 2022   | 15:00  | 13:00 | 15:00  | 20 Sky Sport Action       |
| 7    | E-Prix di Berlino           | Germania       | Circuito dell'aeroporto di Berlino-Tempelhof |                 | 14 maggio 2022   | 15:00  | 13:00 | 15:00  | 20 Sky Sport Action       |
| 8    | E-Prix di Berlino           | Germania       | Circuito dell'aeroporto di Berlino-Tempelhof | 15 maggio 2022  | 15:00            | 13:00  | 15:00 |        | 20 Sky Sport Action       |
| 9    | E-Prix di Giacarta          | Indonesia      | Circuito Internazionale ePrix di Giacarta    |                 | 4 giugno 2022    | 15:00  | 08:00 | 10:00  | 20 Sky Sport Action       |
| 10   | E-Prix di Marrakech         | Marocco        | Circuito di Marrakech                        |                 | 2 luglio 2022    | 17:00  | 16:00 | 18:00  | 20 Sky Sport Action       |
| 11   | E-Prix di New York          | Stati Uniti    | Circuito cittadino di Brooklyn               |                 | 16 luglio 2022   | 13:00  | 17:00 | 19:00  | 20 Sky Sport Action       |
| 12   | E-Prix di New York          | Stati Uniti    | Circuito cittadino di Brooklyn               | 17 luglio 2022  | 13:00            | 17:00  | 19:00 |        | 20 Sky Sport Action       |
| 13   | E-Prix di Londra            | Regno Unito    | Circuito del centro espositivo ExCeL         |                 | 30 luglio 2022   | 15:00  | 14:00 | 16:00  | 20 Sky Sport Action       |
| 14   | E-Prix di Londra            | Regno Unito    | Circuito del centro espositivo ExCeL         | 31 luglio 2022  | 15:00            | 14:00  | 16:00 |        | 20 Sky Sport Action       |
| 15   | E-Prix di Seoul             | Corea del Sud  | Circuito cittadino di Seoul                  |                 | 13 agosto 2022   | 16:00  | 7:00  | 9:00   | 20 Sky Sport Action       |
| 16   | E-Prix di Seoul             | Corea del Sud  | Circuito cittadino di Seoul                  | 14 agosto 2022  | 16:00            | 7:00   | 9:00  |        | 20 Sky Sport Action       |

## Test precampionato
I test prestagionali della Formula E si sono tenuti sul circuito Ricardo Tormo di Valencia, il 29, 30 novembre e il 2 dicembre 2021; il 1º dicembre è stato dedicato alle interviste di team e piloti.
| Circuito             | Data                     | Pilota più veloce      | Team                       | Tempo    |
| -------------------- | ------------------------ | ---------------------- | -------------------------- | -------- |
| Circuito di Valencia | 29 novembre (mattina)    | Sam Bird               | Jaguar TCS Racing          | 1:27.169 |
| Circuito di Valencia | 29 novembre (pomeriggio) | Robin Frijns           | Envision Racing            | 1:26.968 |
| Circuito di Valencia | 30 novembre (mattina)    | António Félix da Costa | DS Techeetah               | 1:26.769 |
| Circuito di Valencia | 30 novembre (pomeriggio) | Stoffel Vandoorne      | Mercedes EQ Formula E Team | 1:26.045 |
| Circuito di Valencia | 2 dicembre               | Edoardo Mortara        | ROKiT Venturi Racing       | 1:25.763 |

## Risultati e classifiche

### Gare
| Round | E-Prix            | Pole position          | Giro veloce     | Pilota vincitore       | Team vincitore               | Resoconto |
| ----- | ----------------- | ---------------------- | --------------- | ---------------------- | ---------------------------- | --------- |
| 1     | Dirʿiyya          | Stoffel Vandoorne      | Nick Cassidy    | Nyck de Vries          | Mercedes EQ Formula E Team   | Resoconto |
| 2     | Dirʿiyya          | Nyck de Vries          | Sam Bird        | Edoardo Mortara        | ROKiT Venturi Racing         | Resoconto |
| 3     | Città del Messico | Pascal Wehrlein        | Lucas Di Grassi | Pascal Wehrlein        | Porsche Formula E Team       | Resoconto |
| 4     | Roma              | Stoffel Vandoorne      | Lucas Di Grassi | Mitch Evans            | Jaguar TCS Racing            | Resoconto |
| 5     | Roma              | Jean-Éric Vergne       | Robin Frijns    | Mitch Evans            | Jaguar TCS Racing            | Resoconto |
| 6     | Monaco            | Mitch Evans            | Robin Frijns    | Stoffel Vandoorne      | Mercedes EQ Formula E Team   | Resoconto |
| 7     | Berlino           | Edoardo Mortara        | Lucas Di Grassi | Edoardo Mortara        | ROKiT Venturi Racing         | Resoconto |
| 8     | Berlino           | Edoardo Mortara        | Edoardo Mortara | Nyck de Vries          | Mercedes EQ Formula E Team   | Resoconto |
| 9     | Giacarta          | Jean-Éric Vergne       | Mitch Evans     | Mitch Evans            | Jaguar TCS Racing            | Resoconto |
| 10    | Marrakech         | António Félix da Costa | Lucas Di Grassi | Edoardo Mortara        | ROKiT Venturi Racing         | Resoconto |
| 11    | New York          | Nick Cassidy           | Edoardo Mortara | Nick Cassidy           | Envision Racing              | Resoconto |
| 12    | New York          | Nick Cassidy           | Edoardo Mortara | António Félix da Costa | DS Techeetah                 | Resoconto |
| 13    | Londra            | Jake Dennis            | Jake Dennis     | Jake Dennis            | Avalanche Andretti Formula E | Resoconto |
| 14    | Londra            | Jake Dennis            | Nick Cassidy    | Lucas Di Grassi        | ROKiT Venturi Racing         | Resoconto |
| 15    | Seoul             | Oliver Rowland         | Jake Dennis     | Mitch Evans            | Jaguar TCS Racing            | Resoconto |
| 16    | Seoul             | António Félix da Costa | Nick Cassidy    | Edoardo Mortara        | ROKiT Venturi Racing         | Resoconto |

1. ↑  Il punto aggiuntivo è stato assegnato a Stoffel Vandoorne in quanto Sam Bird non si è classificato fra i primi dieci.
2. ↑  Il punto aggiuntivo è stato assegnato a Nyck de Vries in quanto Lucas Di Grassi non si è classificato fra i primi dieci.
3. ↑  Il punto aggiuntivo è stato assegnato a Nick Cassidy in quanto Lucas Di Grassi non si è classificato fra i primi dieci.
4. ↑  Il punto aggiuntivo è stato assegnato a Pascal Wehrleinin quanto Lucas Di Grassi non si è classificato fra i primi dieci.
5. ↑  Cassidy ha conquisto la pole e i tre punti, ma in griglia è stato retrocesso di 30 posizioni

### Classifica piloti
I punti sono assegnati ai primi 10 classificati in ogni gara, a colui che parte in Pole Position e al pilota con il giro più veloce in gara classificato nei primi 10. I punti sono assegnati secondo questo schema:
| Posizione | 1ª | 2ª | 3ª | 4ª | 5ª | 6ª | 7ª | 8ª | 9ª | 10ª | Pole | GV |
| --------- | -- | -- | -- | -- | -- | -- | -- | -- | -- | --- | ---- | -- |
| Punti     | 25 | 18 | 15 | 12 | 10 | 8  | 6  | 4  | 2  | 1   | 3    | 1  |

| Pos. | Pilota                 | DIR  | DIR | MEX  | RME  | RME  | MCO | BER | BER | GIA  | MAR | NYC  | NYC  | LDN | LDN  | SEO  | SEO | Punti |
| ---- | ---------------------- | ---- | --- | ---- | ---- | ---- | --- | --- | --- | ---- | --- | ---- | ---- | --- | ---- | ---- | --- | ----- |
| 1    | Stoffel Vandoorne      | 2*   | 7*  | 11*  | 3*   | 5*   | 1*  | 3*  | 3*  | 5*   | 8*  | 4*   | 2*   | 2*  | 4*   | 5*   | 2*  | 213   |
| 2    | Mitch Evans            | 10*  | 21  | 19   | 1    | 1    | 2   | 5*  | 10  | 1*   | 3   | 11   | 3    | 5*  | Rit* | 1*   | 7*  | 180   |
| 3    | Edoardo Mortara        | 6    | 1   | 5    | 7    | Rit  | Rit | 1   | 2   | 3    | 1*  | 9*   | 10*  | 18* | 13*  | Rit* | 1*  | 169   |
| 4    | Jean-Éric Vergne       | 8    | 6*  | 3    | 4*   | 2*   | 3*  | 2*  | 9*  | 2*   | 4*  | 18*  | Rit* | 14  | Rit* | 6    | 6   | 144   |
| 5    | Lucas Di Grassi        | 5    | 3   | 12*  | 11   | 8    | 6   | Rit | 4   | 7    | 5*  | 2*   | Rit  | 9*  | 1*   | 3*   | 10* | 127   |
| 6    | Jake Dennis            | 3    | 5   | 10   | 13   | Rit  | 9   | 13  | 13  | 6    | 7   | 10   | 8    | 1   | 2    | 4    | 3   | 126   |
| 7    | Robin Frijns           | 16   | 2   | 7    | 2    | 3    | 4   | 12  | 5   | 17   | 18  | 3    | 6    | 16  | 7    | 8    | 4   | 126   |
| 8    | António Félix da Costa | Rit* | 12* | 4*   | 6*   | 13*  | 5*  | 8*  | 6*  | 4*   | 2*  | Rit* | 1*   | 7*  | 5    | 9*   | 12* | 121   |
| 9    | Nyck de Vries          | 1*   | 10* | 6*   | Rit* | 14   | 10* | 10* | 1*  | Rit* | 6   | 8    | 7*   | 6   | 3    | Rit  | Rit | 106   |
| 10   | Pascal Wehrlein        | 11   | 9   | 1    | 8    | 6    | Rit | 6   | 12  | 8    | 12  | 6    | 11   | 10  | 10   | 7    | Rit | 71    |
| 11   | Nick Cassidy           | 7    | 16  | 13   | 9    | Rit  | 7   | Rit | 21  | 16   | 13  | 1    | 15   | 3   | Rit  | 10   | 8   | 68    |
| 12   | André Lotterer         | 13   | 4   | 2    | 10   | 4    | Rit | 4   | 8*  | 9    | 15  | 16   | 9    | 12  | 12   | Rit  | Rit | 63    |
| 13   | Sam Bird               | 4    | 15  | 15   | 5    | Rit  | Rit | 7   | 11  | 10   | 9   | 7    | 5    | Rit | 8    | INF  | INF | 51    |
| 14   | Oliver Rowland         | Rit  | 8   | 16   | Rit  | Rit* | Rit | 11  | 7   | Rit  | 10  | 13   | 14   | Rit | Rit  | 2    | Rit | 32    |
| 15   | Sébastien Buemi        | 17   | 13  | 8    | 16   | 9    | 8   | 14  | 14  | 11   | 16  | 5    | 13   | 11  | 6    | Rit  | 9   | 30    |
| 16   | Oliver Askew           | 9    | 11  | 17   | 14   | 15   | 16  | 15  | 15  | 13   | 11  | 19   | Rit  | 4   | Rit  | Rit  | 5   | 24    |
| 17   | Alexander Sims         | 14   | Rit | Rit  | 12   | Rit  | 11  | 9   | 18  | 15   | 14  | 14   | 4    | 13  | 11   | Rit  | 11  | 14    |
| 18   | Oliver Turvey          | 19   | 18  | 14   | 17   | 7    | 15  | 16  | 17  | 12   | 17  | 15   | 16   | 15  | 14   | Rit  | 15  | 6     |
| 19   | Maximilian Günther     | 12   | 14  | 9    | Rit  | 11   | 17  | 18  | 16  | 14   | Rit | 12   | SQ   | 8   | 15   | 11   | Rit | 6     |
| 20   | Sérgio Sette Câmara    | 15   | 17  | 20   | 15   | 12   | 13  | 17  | 19  | 19   | 20  | NP   | 17   | NC  | 9    | 12   | 13  | 2     |
| 21   | Dan Ticktum            | 18   | 19  | 18   | 18   | 10   | 12  | 19  | 20  | 18   | Rit | 17   | 12   | 17  | Rit  | Rit  | Rit | 1     |
| 22   | Norman Nato            |      |     |      |      |      |     |     |     |      |     |      |      |     |      | 13   | 14  | 0     |
| 23   | Antonio Giovinazzi     | 20*  | 20* | Rit* | 19*  | Rit* | 14* | 20  | 22  | Rit  | 19  | Rit  | Rit  | Rit | Rit  | Rit  | INF | 0     |
| 24   | Sacha Fenestraz        |      |     |      |      |      |     |     |     |      |     |      |      |     |      |      | 16  | 0     |
| Pos. | Pilota                 | DIR  | DIR | MEX  | RME  | RME  | MCO | BER | BER | GIA  | MAR | NYC  | NYC  | LDN | LDN  | SEO  | SEO | Punti |

| Colore  | Risultato             |
| ------- | --------------------- |
| Oro     | Vincitore             |
| Argento | 2º posto              |
| Bronzo  | 3º posto              |
| Verde   | Finito a punti        |
| Blu     | Finito senza punti    |
| Viola   | Ritirato (Rit)        |
| Viola   | Non classificato (NC) |
| Rosso   | Non qualificato (NQ)  |
| Nero    | Squalificato (SQ)     |
| Bianco  | Non partito (NP)      |
| Bianco  | Non ha gareggiato     |
| Bianco  | Infortunato (INF)     |
| Bianco  | Escluso (ES)          |
| Bianco  | Gara cancellata (C)   |

### Classifica squadre
| Pos. | Squadra                          | No. | DIR  | DIR | MEX  | RME  | RME  | MCO | BER | BER | GIA  | MAR | NYC  | NYC  | LDN | LDN  | SEO  | SEO | Punti |
| ---- | -------------------------------- | --- | ---- | --- | ---- | ---- | ---- | --- | --- | --- | ---- | --- | ---- | ---- | --- | ---- | ---- | --- | ----- |
| 1    | Mercedes EQ Formula E Team       | 5   | 2*   | 7*  | 11*  | 3*   | 5*   | 1*  | 3*  | 3*  | 5*   | 8*  | 4*   | 2*   | 2*  | 4*   | 5*   | 2*  | 319   |
| 1    | Mercedes EQ Formula E Team       | 17  | 1*   | 10* | 6*   | Rit* | 14   | 10* | 10* | 1*  | Rit* | 6   | 8    | 7*   | 6   | 3    | Rit  | Rit | 319   |
| 2    | ROKiT Venturi Racing             | 11  | 5    | 3   | 12*  | 11   | 8    | 6   | Rit | 4   | 7    | 5*  | 2*   | Rit  | 9*  | 1*   | 3*   | 10* | 296   |
| 2    | ROKiT Venturi Racing             | 48  | 6    | 1   | 5    | 7    | Rit  | Rit | 1   | 2   | 3    | 1*  | 9*   | 10*  | 18* | 13*  | Rit* | 1*  | 296   |
| 3    | DS Techeetah                     | 13  | Rit* | 12* | 4*   | 6*   | 13*  | 5*  | 8*  | 6*  | 4*   | 2*  | Rit* | 1*   | 7*  | 5    | 9*   | 12* | 265   |
| 3    | DS Techeetah                     | 25  | 8    | 6*  | 3    | 4*   | 2*   | 3*  | 2*  | 9*  | 2*   | 4*  | 18*  | Rit* | 14  | Rit* | 6    | 6   | 265   |
| 4    | Jaguar TCS Racing                | 9   | 10*  | 21  | 19   | 1    | 1    | 2   | 5*  | 10  | 1*   | 3   | 11   | 3    | 5*  | Rit  | 1    | 7*  | 231   |
| 4    | Jaguar TCS Racing                | 10  | 4    | 15  | 15   | 5    | Rit  | Rit | 7   | 11  | 10   | 9   | 7    | 5    | Rit | 8    | 13   | 14  | 231   |
| 5    | Envision Racing                  | 4   | 16   | 2   | 7    | 2    | 3    | 4   | 12  | 5   | 17   | 18  | 3    | 6    | 16  | 7    | 10   | 4   | 194   |
| 5    | Envision Racing                  | 37  | 7    | 16  | 13   | 9    | Rit  | 7   | Rit | 21  | 16   | 13  | 1    | 15   | 3   | Rit  | 10   | 8   | 194   |
| 6    | Avalanche Andretti Formula E     | 27  | 3    | 5   | 10   | 13   | Rit  | 9   | 13  | 13  | 6    | 7   | 10   | 8    | 1   | 2    | 4    | 3   | 150   |
| 6    | Avalanche Andretti Formula E     | 28  | 9    | 11  | 17   | 14   | 15   | 16  | 15  | 15  | 13   | 11  | 19   | Rit  | 4   | Rit  | Rit  | 5   | 150   |
| 7    | TAG Heuer Porsche Formula E Team | 36  | 13   | 4   | 2    | 10   | 4    | Rit | 4   | 8*  | 9    | 15  | 16   | 9    | 12  | 10   | 7    | Rit | 134   |
| 7    | TAG Heuer Porsche Formula E Team | 94  | 11   | 9   | 1    | 8    | 6    | Rit | 6   | 12  | 8    | 12  | 6    | 11   | 10  | 12   | Rit  | Rit | 134   |
| 8    | Mahindra Racing                  | 29  | 14   | Rit | Rit  | 12   | Rit  | 11  | 9   | 18  | 15   | 14  | 14   | 4    | 13  | 11   | Rit  | 11  | 46    |
| 8    | Mahindra Racing                  | 30  | Rit  | 8   | 16   | Rit  | Rit* | Rit | 11  | 7   | Rit  | 10  | 13   | 14   | Rit | Rit  | 2    | Rit | 46    |
| 9    | Nissan e.dams                    | 22  | 12   | 14  | 9    | Rit  | 11   | 17  | 18  | 16  | 14   | Rit | 12   | SQ   | 8   | 15   | 11   | Rit | 36    |
| 9    | Nissan e.dams                    | 23  | 17   | 13  | 8    | 16   | 9    | 8   | 14  | 14  | 11   | 16  | 5    | 13   | 11  | 6    | Rit  | 9   | 36    |
| 10   | NIO 333 Formula E Team           | 3   | 19   | 18  | 14   | 17   | 7    | 15  | 16  | 17  | 12   | 17  | 15   | 16   | 15  | 14   | Rit  | 15  | 7     |
| 10   | NIO 333 Formula E Team           | 33  | 18   | 19  | 18   | 18   | 10   | 12  | 19  | 20  | 18   | Rit | 17   | 12   | 17  | Rit  | Rit  | Rit | 7     |
| 11   | Dragon / Penske Autosport        | 7   | 15   | 17  | 20   | 15   | 12   | 13  | 15  | 19  | 19   | 20  | NP   | 17   | NC  | 9    | 12   | 13  | 2     |
| 11   | Dragon / Penske Autosport        | 99  | 20*  | 20* | Rit* | 19*  | Rit* | 14* | 20  | 22  | Rit  | 19  | Rit  | Rit  | Rit | Rit  | Rit  | 16  | 2     |
| Pos. | Squadra                          | No. | DIR  | DIR | MEX  | RME  | RME  | MCO | BER | BER | GIA  | MAR | NYC  | NYC  | LDN | LDN  | SEO  | SEO | Punti |